# 小林愛雄
小林 愛雄（こばやし あいゆう、1881年11月30日 - 1945年10月1日）は、日本の詩人、作詞家、翻訳家。元早稲田実業学校校長。家族・友人間の親称は ちかお。
日本で初めてオペラの創立に尽力したことで知られる。

## 来歴・人物
1881年11月30日、東京市に生まれる。父親は旧幕臣、後に東京府府会議員、大蔵省局長、万世生命保険会社社長となった小林好愛。
1892年に東京高等師範学校附属小学校尋常科（現・筑波大学附属小学校）、1899年に東京高等師範学校附属中学校（現・筑波大学附属中学校・高等学校）を卒業。第六高等学校（現・岡山大学）を経て東京帝国大学英文科にて夏目漱石、佐佐木信綱に師事。
父親の小林好愛と共に樋口一葉とは家族ぐるみの付き合いがあり、慈雲寺 (甲州市)にある樋口一葉女史文学碑には田山花袋、森鷗外、与謝野晶子と共に愛雄の名も刻まれている。
晩年の樋口一葉を診察した青山胤通は義兄にあたる。

### 日本オペラの夜明け
1906年5月、24歳のとき、東西の音楽と歌劇の研究・保存・創作・演奏を目的に小松耕輔、山田源一郎とともに「楽苑会」を結成、同年6月2日、同会の第1回公演として、神田区美土代町（現在の千代田区神田美土代町）のYMCA神田会館で、小松の作詞作曲によるオペラ『羽衣』の上演を行い、これが「日本初の創作オペラ」の上演となる。1907年4月13日、「牛込高等演芸館」での第2回公演では、小林作詞・小松作曲のオペラ『霊鐘』や、小林作詞・沢田柳吉作曲のパントマイム『影法師』、小林訳グノーの『ファウスト』を上演した。。
1911年3月1日にオープンした帝国劇場に招かれ、1913年6月1日、小林訳、モーツァルトの『魔笛』を上演した。その後も帝劇上演作品の翻訳をつづけ、1914年、日本初の口語訳オッフェンバックのオペレッタ『天国と地獄』を実現した。1915年にもオペラ・オペレッタの翻訳を量産し、5月27日、オッフェンバックの『ブン大将』（『ジェロルスタン女大公殿下』）を翻訳し日本初演、9月26日には原信子主演によるフランツ・フォン・スッペの『ボッカチオ』を翻訳し日本初演。。のちに「浅草オペラ」でヒット、大衆化する歌曲『恋はやさしい野辺の花よ』はここで生まれた。田谷力三の歌唱で知られるが、この時点で田谷はまだ「ローヤル館」に入団していない。
1916年5月の帝劇洋楽部解散にあたり、ローシー夫妻の赤坂「ローヤル館」に参加、ここでも翻訳をつづけ、1917年11月13日、ロッシーニの『セビリアの理髪師』を翻訳、日本初演する。また、この年の4月に田谷がローヤル館に入団し、小林訳のロベール・プランケットのオペレッタ『コルネヰルレ古城の鐘』の田谷の歌声を大阪公演で聴いた新国劇の藤原義江が、上京してオペラを志す決意をする。1918年2月、ローヤル館は解散する。
帝劇、ローヤル館での公演は興行的には華々しいものではなかったが、小林が日本語に移し変えた平易なオペラ、オペレッタは、浅草公園六区の大衆のなかで花開いた。帝劇やローヤル館の残党は浅草に流れ、小林訳作品を上演、観客は熱狂し、小林訳の歌を愛唱した。

### 音楽と文学
明治年間、『サロメ』の戯曲をはじめとして、オスカー・ワイルドの日本語訳を盛んに行った。
帝劇洋楽部解散を目前にした1916年3月、大田黒元雄ら12人の仲間とともに雑誌『音楽と文学』を創刊した。同人には、のちに音楽之友社を興す堀内敬三、『トオキイ音楽論』を著す中根宏、音楽評論家の重鎮となる野村光一、作曲家の菅原明朗、「丸木砂土」のペンネームで知られる三菱商事社員秦豊吉、兄の森村市左衛門と森村組を興した森村財閥の森村豊、登山家として知られる田邊主計らがいた。1919年に休刊する。
また、1925年3月「日本作歌者協会」を設立、1935年3月文部省から社団法人として認可されるなど、多方面で活躍した。
教育者としても、1939年2月4日、「早稲田実業学校振興ニ関スル意見書」を提出している。1941年9月1日、早稲田実業学校長に就任、翌年3月末で辞任した（後任は浅川栄次郎）。
1945年10月1日に63歳で死去。墓所は東京谷中天王寺 (台東区)墓地。戒名は昌徳院和光愛雄居士。

## 代表曲
- 「ベアトリ姐ちゃん」（フランツ・フォン・スッペ作曲、オペレッタ『ボッカチオ』）
- 「恋はやさしい野辺の花よ」（フランツ・フォン・スッペ作曲、オペレッタ『ボッカチオ』）
- 「菊の花」（井上武士作曲）
- 「若紫に水清く」第六高等学校寮歌（酒井将軍作曲)
- 京華女子中学校・高等学校校歌（島崎赤太郎作曲）

## 主な著作
- 『管絃』（彩雲閣） 明40.4 (1907) NDL
- 『支那印象記』（敬文館） 1911.11 NDL
- 『近代詞華集』(春陽堂、現代文芸叢書 第18編） 大正1 (1912) NDL
- 『西洋演劇史』(赤城正蔵、アカギ叢書 第44編） 大正3 (1914) NDL
- 『現代の歌劇』（学芸書院、最新学芸叢書 第5編） 大正8 (1919) NDL
- 『女性中心説』（学芸書院、最新学芸叢書 第7編） 大正8 (1919) NDL
- The world of to-day : around the world by aeroplane / by A. Kobayashi. Ikueishoin, 1919 NDL
- 『余興劇脚本集』（京文社） 大正11 (1922) NDL
- 『工場音楽通解』（愛音会出版部） 大正12 (1923) NDL
- 『現代英詩選 : 対訳註解』（育英書院） 大正13 (1924) NDL
- 『詩と音楽と舞踊』（京文社、音楽叢書 第4編)  1924 NDL
- 『歌劇の研究』（京文社、音楽叢書 第9編） 大正14 (1925) NDL
- 『商業美学』（振興館） 昭和4 (1929) NDL

### 共著
- 『英文新寶玉集』（坂井正一共著、振興館） 1926.3 NDL
- 『新大學散文集』（坂井正一共著、振興舘） 1929.4

### 編・共編
- 『日記新文範』 (編、新潮社、作文叢書 第3編)  明43.2 (1910) NDL
- 『連隊の娘 歌劇』（編、愛音会） 大正3 (1914) NDL
- 『合格者の経験に基く英文和訳の仕方』（佐武林蔵共編、西川精文館） 大正8 (1919)NDL

### 訳・訳編
- 『古城の鐘 喜歌劇』（訳、共益商社） 大正4 (1915) NDL
- 『現代万葉集』（訳、愛音会出版部） 大正5 (1916) NDL
- 『世界子守唄集』（訳、東光閣書店） 大正11 (1922) NDL
- 『生きた死骸 / 決闘』（トルストイ / アントン・チエホフ、訳編 / 福永挽歌訳編、生方書店、世界名著叢書 第3編） 大正15 (1926) NDL

### 作歌
- 『春の愁ひ : 外三曲』（作歌、沢田柳吉曲、愛音会出版部） 大正5 (1916) NDL
- 『帝都復興の歌』（作歌、小松耕輔曲、共益商社書店） 大正12 (1923) NDL

## 註
1. 1 2  「浅草オペラ比較年表」の記述を参照。
2. ↑  「ワイルド集」に初期の日本語訳のリストがある。
3. ↑  「大田黒元雄とその仲間たち 雑誌『音楽と文学』(1916-1919)」にある目次を参照。同小冊子は日本近代音楽館編、2002年発行。
4. ↑  早稲田大学大学史資料センターサイト内の「早稲田中学・高等学校旧蔵資料目録」の記述を参照。
5. ↑  早稲田実業学校校友会サイト内の「沿革(校友会の歩み)」の記述を参照。